# Chiesa di Santa Maria Assunta (Santa Maria in Calanca)
La chiesa di Santa Maria Assunta è un edificio religioso romanico la cui esistenza è documentata sin dal 1219 a Santa Maria in Calanca.

## Storia
La chiesa diventò parrocchiale nel XVI secolo, ottenendo l'indipendenza da quella di San Vittore in un periodo compreso fra il 1520 e il 1546. Subì alcune modifiche nel corso dei secoli: il coro fu aggiunto fra il 1385 e il 1416, ma venne decorato nel 1626; la navata, invece, fu ampliata nel 1606, anno a cui risale anche l'attuale copertura a cassettoni dipinti. Alla metà del XVII secolo risalgono invece le decorazioni dell'arco trionfale.

## Galleria d'immagini

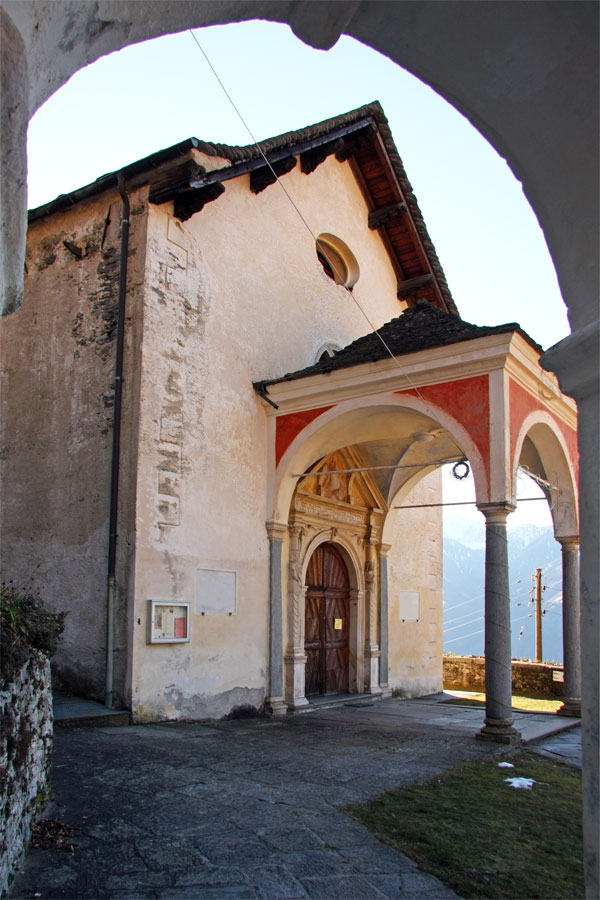
Facciata della chiesa
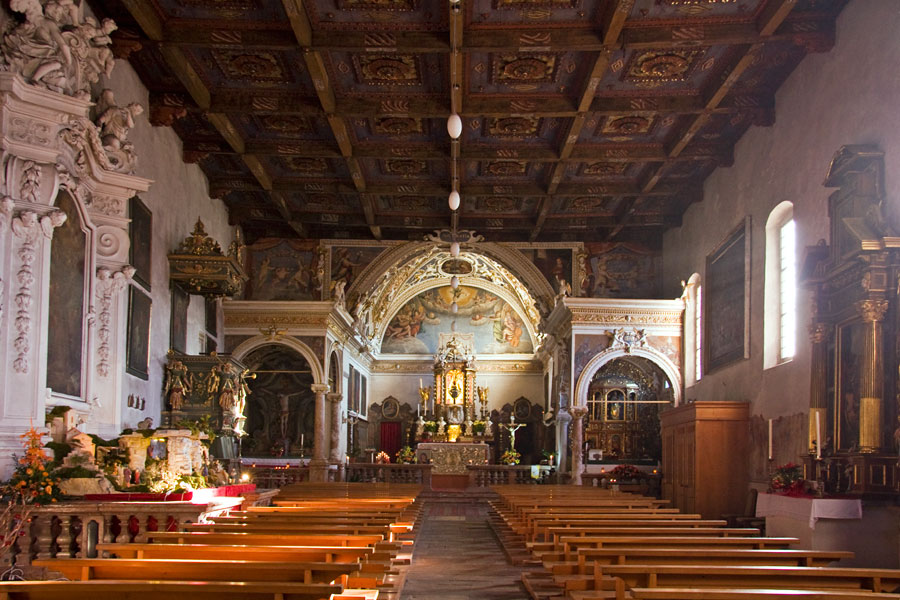
Interno verso l'altare
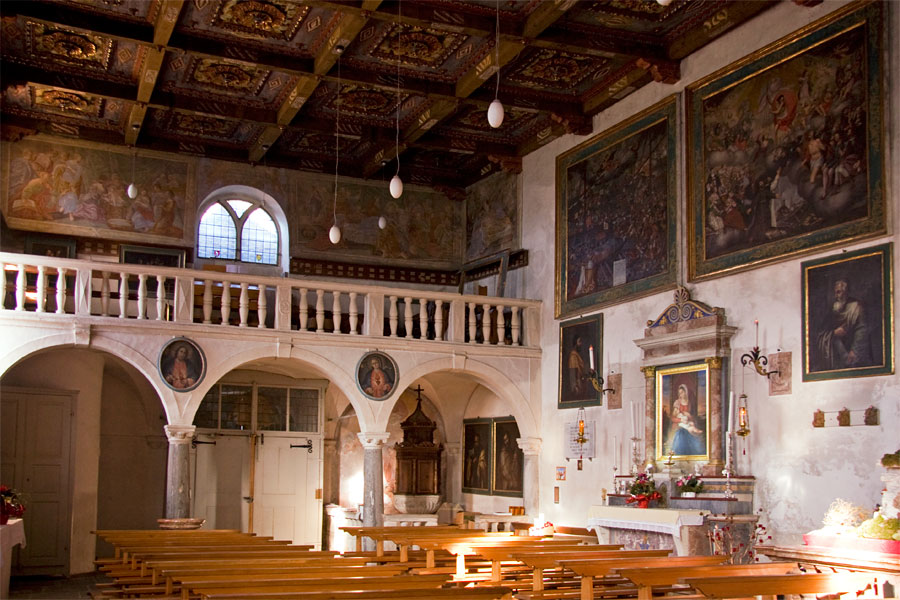
Interno verso la controfacciata